# Brachmia
Brachmia är ett släkte av fjärilar som beskrevs av Jacob Hübner 1825. Brachmia ingår i familjen stävmalar.

## Bildgalleri

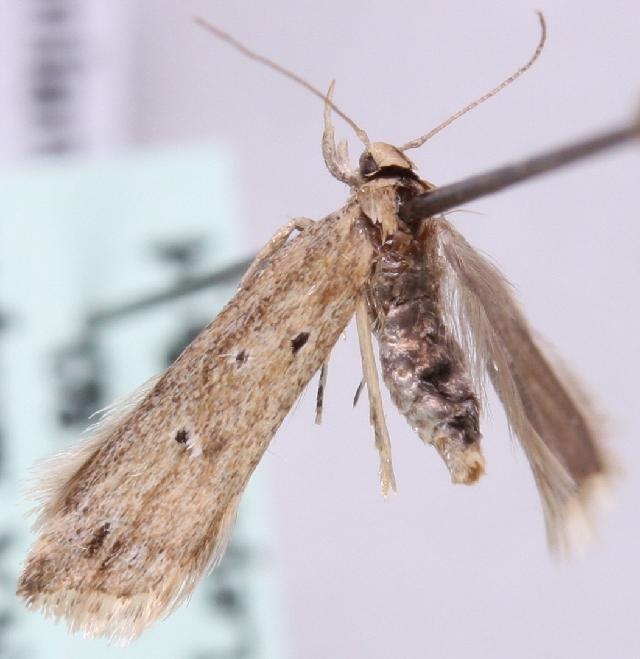

## Dottertaxa tillBrachmia, i alfabetisk ordning[1][2]
- Brachmia albinervis
- Brachmia alienella
- Brachmia anisopa
- Brachmia antichroa
- Brachmia apricata
- Brachmia arulensis
- Brachmia autonoma
- Brachmia ballotellus
- Brachmia blandella
- Brachmia brunnea
- Brachmia brunneolineata
- Brachmia carphodes
- Brachmia cenchritis
- Brachmia ceramochroa
- Brachmia circumfusa
- Brachmia consummata
- Brachmia costiguttella
- Brachmia craterospila
- Brachmia custos
- Brachmia deltopis
- Brachmia deodora
- Brachmia dilutiterminella
- Brachmia dimidiella
- Brachmia discoanulella
- Brachmia ditemenitis
- Brachmia dolosa
- Brachmia dryotyphla
- Brachmia elaeophanes
- Brachmia episticta
- Brachmia fuscogramma
- Brachmia gerronella
- Brachmia gershensonae
- Brachmia hedemanni
- Brachmia heterotoma
- Brachmia impunctella
- Brachmia inconspicua
- Brachmia infixa
- Brachmia infuscatella
- Brachmia inornatella
- Brachmia inspersa
- Brachmia insuavis
- Brachmia insulsa
- Brachmia ioplaca
- Brachmia japonicella
- Brachmia juridica
- Brachmia kneri
- Brachmia kyotensis
- Brachmia leucopla
- Brachmia leucospora
- Brachmia liberta
- Brachmia melicephala
- Brachmia metoeca
- Brachmia modicella
- Brachmia monotona
- Brachmia murinula
- Brachmia neuroplecta
- Brachmia obtrectata
- Brachmia officiosa
- Brachmia opaca
- Brachmia orthomastix
- Brachmia panormitella
- Brachmia perumbrata
- Brachmia philochersa
- Brachmia philodema
- Brachmia planicola
- Brachmia procursella
- Brachmia pseudozonula
- Brachmia ptochodryas
- Brachmia purificata
- Brachmia pyrrhoschista
- Brachmia quassata
- Brachmia radiosella
- Brachmia resoluta
- Brachmia robustella
- Brachmia sigillatrix
- Brachmia sitiens
- Brachmia stactopis
- Brachmia strigosa
- Brachmia subsignata
- Brachmia superans
- Brachmia syntonopis
- Brachmia tepidata
- Brachmia ternatella
- Brachmia tetragonopa
- Brachmia tholeromicta
- Brachmia torva
- Brachmia trinervis
- Brachmia triophthalma
- Brachmia tristella
- Brachmia vecors
- Brachmia velitaris
- Brachmia xeronoma
- Brachmia zonula